# Allô Hana
Allô Hana (Hana's Helpine) est une série télévisée d'animation britannique en 52 épisodes de 11 minutes, produite par Calon et diffusée depuis 18 juin 2007 sur Channel 5.
En France, elle a été diffusée sur Piwi+ puis sur France 5 dans l'émission Debout les Zouzous et par la suite dans Zouzous depuis le 13 juillet 2013, en Belgique sur La Trois et au Québec en 2015 sur Yoopa.

## Synopsis
Hana, une cane responsable d'un service téléphonique, aide les animaux en difficulté. 

## Produits dérivés
Aux Royaume-Uni, l'intégrale de la série a été mise en vente, au travers d'un coffret par saison (soit deux coffrets). Seuls quelques DVD comportent une piste audio française.
Aucun DVD n'est sorti en France.